# 100° and Rising
100° and Rising ist das fünfte Studioalbum der britischen Acid-Jazz-Band Incognito. Es erschien am 1. Januar 1995 beim Label Talkin’ Loud und wurde von Bandleader Jean-Paul „Bluey“ Maunick zusammen mit Richard Bull produziert.

## Allgemeines
Das Album wurde im Studio 2 der Abbey Road Studios in London aufgenommen. Der Titel des Albums lautet eigentlich 100° and Rising. Da das Gradzeichen auf englischen Tastaturen nicht vorhanden ist, wird es auch oft mit 100 Degrees and Rising oder einfach 100 and Rising betitelt. Auf Deutsch bedeutet der Titel „100 Grad und steigend“.
Die amerikanische Jazz-Sängerin Maysa Leak, die auf den vorherigen Alben der Band zu hören war, war auf 100° and Rising nicht vertreten, da sie an ihrer Solo-Karriere arbeitete. Sie wurde auf dem Album durch die Sängerin Pamela Anderson vertreten. Leak kehrte allerdings zum nächsten Studioalbum, Beneath the Surface, wieder in die Besetzung der Band zurück.

## Cover
Auf dem Cover des Albums ist Bandleader Bluey Maunick zu sehen. Er ist völlig in schwarz gekleidet und sitzt vor weißem Hintergrund auf einem Sessel. Rechts von Maunick steht eine Frau, die ein dunkelblaues Kleid trägt und sich auf die Armlehne des Sessels stützt. Links ist eine weitere Frau zu sehen. Sie steht leicht hinter dem Sessel und stützt sich auf die Rückenlehne. Sie trägt eine dunkle Lederjacke. Während Maunicks Blick gerade nach vorne, in die Kamera gerichtet ist, sehen die beiden Frauen auf Bluey.

Der Name der Band ist in Kleinbuchstaben auf die rechte Seite des Covers gedruckt. Darunter steht der Titel des Albums, wobei 100° größer ist als der Rest und auch eine dunklere Farbe aufweist.

## Titelliste
1. Where Did We Go Wrong – 5:42
2. Good Love – 5:45
3. One Hundred and Rising – 5:65
4. Roots (Back to a Way of Life) – 5:41
5. Everyday – 4:49
6. Too Far Gone – 2:35
7. After the Fall – 3:28
8. Spellbound and Speechless – 5:30
9. I Hear Your Name – 6:52
10. Barumba – 4:55
11. Millennium – 6:15
12. Time Has Come – 4:01
13. Jacob’s Ladder – 6:05

## Singleauskopplungen
Verschiedene Songs des Albums wurden in verschiedenen Ländern als Single ausgekoppelt.
Alle Auskopplungen können auf der Webseite der Band nachgelesen werden.
In Deutschland schaffte es keine Single in die Charts.

## Rezeption
Steven Thomas Erlewine vergab auf AllMusic drei von fünf möglichen Sternen. Er schrieb: “On 100 Degrees and Rising, the pioneering acid house outfit, Incognito, turn in another first-rate record, featuring their trademark mixture of jazz, soul, and funk.” („Mit 100° and Rising erscheint ein weiteres erstklassiges Album des wegweisenden Acid-House-Projekts Incognito, mit der für sie typischen Mischung aus Jazz, Soul und Funk“).

## Chartplatzierungen
| ChartsChartplatzierungen       | Höchstplatzierung | Wochen |
| ------------------------------ | ----------------- | ------ |
| Deutschland (GfK)              | 64 (9 Wo.)        | 9      |
| Österreich (Ö3)                | 35 (1 Wo.)        | 1      |
| Schweiz (IFPI)                 | 9 (12 Wo.)        | 12     |
| Vereinigte Staaten (Billboard) | 149 (6 Wo.)       | 6      |
| Vereinigtes Königreich (OCC)   | 11 (10 Wo.)       | 10     |